# 6437 Stroganov
A 6437 Stroganov (ideiglenes jelöléssel 1987 QS7) a Naprendszer kisbolygóövében található aszteroida. Eric Walter Elst fedezte fel 1987. augusztus 28-án.